# Маккеллар, Доротея
Изобель Марион Доротея Маккеллар (англ. Isobel Marion Dorothea Mackellar; 1 июля 1885, Дунара, Сидней, Австралия — 14 января 1968, Сидней) — австралийская поэтесса и писательница.

## Биография
Доротея Маккеллар родилась в 1885 году в семье врача и политика Чарльза Маккеллара и его жены Марион в семейном доме Дунара в пригороде Сиднея. В детстве получила домашнее образование, много путешествовала с семьёй, знала несколько языков. Посещала лекции в Сиднейском университете. Она публиковала стихотворения и другие произведения между 1908 и 1926 годами и была активна на сиднейской литературной сцене 1930-х годов, сотрудничала с несколькими издательствами. Два романа она написала в соавторстве с подругой Рут Бедфорд. Наибольшую известность Маккелар принесла поэма «Моя страна», которая считается одним из наиболее известных австралийских патриотических произведений.
В дальнейшем Маккеллар отошла от литературы, последние годы жизни провела в доме престарелых. Она не состояла в браке, хоть и дважды была помолвлена. В 1968 году она была удостоена Ордена Британской империи за её вклад в австралийскую литературу. Она погибла спустя две недели в результате падения на 83-м году жизни. Она была кремирована и похоронена в семейном склепе на кладбище Уэверли.